# Romulus Sârbu
Romulus Sîrbu (n. 5 martie 1935, [București]– d. 23 decembrie 2021, București) a fost un renumit actor român de pantomimă. A fost tatăl lui Mihai-Mădălin și al actriței și cântăreței Oana Sârbu.

## Studii
- Școala de coregrafie "Floria Capssaly" (1947-1950)

## Activitate profesională
- Balerin  la Teatrul de Revistă "Constantin Tănase" (1950)
- Înființează cuplul comic fantezist ”Anton și Romică” împreună cu Anton Nicolae (activ între 1959-1988)[3][4]
- Din anul 1958 cei doi s-au dedicat exclusiv acestui duet, debutând într-un spectacol intitulat "Concertul tinereții" la Teatrului Satiric-Muzical "Constantin Tănase" din București
- Datorită succesiunii în spectacolele teatrului cuplul a devenit indispensabil genului de revistă și music-hall
- Au efectuat turnee în Paris - la celebrul teatru Olympia, in timpul lui Bruno Coquatrix, Budapesta, München, Halatarbuti - Tel-Aviv, San Giusto, la Festivalul Trieste din Italia, Estrada Varșovia, URSS, Turcia, Grecia, Egipt, etc.

## Spectacole în țară și străinătate
- "Aventurile unei umbre"
- "Revista dragostei"
- "Primul spectacol" (1952)
- "Fără mănuși" (1953-1954)
- "Cer cuvântul"
- "Pe aripile revistei"
- "Ca la revistă" (1963)
- "Revista de altădată"
- "Revista dragostei" 1965
- "La grădina Cărăbuș"
- "Colibri music-hall"
- "Pardon, scuzați, bonsoir"
- "Revista cu paiațe"
- "Cer cuvântul la diverse"
- "Deschis pentru renovare"
- "De la Cărăbuș la Savoy"
- "Revista în luna de miere"
- "Revista 58" (1957)
- "Nuntă la mănăstire" (1958)

## Premii
- Ordinul Meritul Cultural clasa a V-a (12 septembrie 1968) „pentru merite deosebite în activitatea muzicală”[5]
- Diplomă de Onoare oferită de Ministerul Culturii din Cairo, Egipt;